# تكرارات مباشرة
التكرار المباشر هي نوع من التسلسل الجيني يتكون من تكرارين أو أكثر لتسلسل معين. بمعنى آخر، التكرارات المباشرة هي تسلسلات النوكليوتيدات موجودة في نسخ متعددة في الجينوم. بشكل عام، يحدث التكرار المباشر عندما يتكرر تسلسل بنفس النمط في الإتجاه السفلي. هناك لا إنقلاب [التوضيح المطلوب] ولا مكمل عكسي يرتبط مع تكرار مباشر. قد تحتوي أو لا تحتوي على نيوكليوتيدات متداخلة. يشير تسلسل النوكليوتيدات المكتوب بأحرف غامقة إلى التسلسل المتكرر.
5TTACGnnnnnnTTACG َ3´
 3AATGCnnnnnnAATGC´5´
لغويًا، التكرار المباشر النموذجي يمكن مقارنته بقول"bye-bye".

## أنواع
هناك عدة أنواع من التسلسلات المتكررة:
- تكرار الحمض النووي المتخلل (أو المشتت) (التسلسلات المتكررة المتخللة) هي نسخ من عناصر قابلة للنقل تتخللها في جميع أنحاء الجينوم.
- التكرارات المرافقة (أو الطرفية) (تسلسلات التكرار الطرفية) هي تسلسلات تتكررعلى طرفي التسلسل، على سبيل المثال، يكرر محطة طويلة على الفيروسات القهقرية. تكون التكرارات الطرفية المباشرة في نفس الإتجاه وتكون التكرارات الطرفية المقلوبة معاكسة لبعضها البعض في الإتجاه.
- يكرر جنبًا إلى جنب (تسلسل التكرار الترادفي) هي نسخ متكررة تقع بجوار بعضها البعض. يمكن أن تكون هذه أيضا مباشرة أو يكرر مقلوب.[بحاجة لمصدر] الحمض النووي الريبي الريبوسومي ونقل الحمض النووي الريبي تنتمي الجينات إلى فئة الحمض النووي المتكرر الأوسط.

### الحمض النووي للسواتل الدقيقة
سبيل من الحمض النووي المتكرر حيث تتكرر فكرة عدد قليل من أزواج القاعدة بشكل وراء بعض عدة مرات (على سبيل المثال من 5 إلى 50 مرة) يشار إليها باسم السواتل الصغيرة الحمض النووي. وبالتالي، فإن التسلسلات المشابهة المتكررة المباشرة هي شكل من أشكال الحمض النووي للميكروساتيليت. عملية إصلاح عدم تطابق الحمض النووي يلعب دورًا بارزًا في تكوين التوسعات المتكررة ثلاثية النوكليوتيدات المباشرة. مثل هذه التوسعات المتكررة تكمن وراء العديد من الإضطرابات العصبية والتنموية لدى البشر.

## أنظر أيضًا
- تكرار مقلوب